# 日本一の一覧
日本一の一覧（にほんいちのいちらん、にっぽんいちのいちらん）は、日本で一番（一位）と評価可能な各種事物の一覧。
以下の日本一については、それぞれの記事をご覧ください。
- 日本最古の一覧 - 日本一古い（日本最古の）事項
- 日本初の一覧 - 日本一早い（日本初の）事項
- 日本最後の一覧 - 日本一遅い（日本最後の）事項
- 地方自治体に関する日本一の一覧 - 都道府県・市町村による日本一の事項

## 宗教

### 神道
- 日本一標高の高い神社 - 富士山本宮浅間大社奥宮境内 ：富士山山頂の鎮座。所属する地方自治体は静岡県富士宮市。
- 日本一北にある神社 - 宗谷岬神社 ：北海道稚内市に鎮座。
- 日本一南にある神社 - 出雲大社先島本宮 ：沖縄県石垣市白保（石垣島）に鎮座。
  - 宮司がいない神社では、竹富町字南風見（西表島）の大原神社。
- 日本一東にある神社 - 金刀比羅神社（北海道根室市琴平町）
  - 宮司がいない神社では、納沙布金刀比羅神社（北海道根室市納沙布）。
- 日本一西にある神社 - 十山神社 - 沖縄県与那国町与那国に鎮座。
  - 宮司がいない神社では、沖縄県与那国町与那国の金刀比羅宮。
- 日本一勾配のきつい参道階段を有する神社 → 太田山神社 [1]

140段ほどある石階段の斜度は、平均45度、最大50度。参拝者は2本の太く長いロープを手繰りながら登ることになる。「日本一、参拝の危険な神社」とされている。
- 日本一大きい熊手 - 大分縣護國神社が作った熊手：高さ12m[2]。大分県大分市に所在。
- 日本一大きい破魔矢 - 大分縣護國神社が作った破魔矢：全長11.2m、重量600kg[3]。大分県大分市に所在。
- 日本一大きな日章旗 - 出雲大社の神楽殿の国旗掲揚台で用いられる日章旗

大きさは、13.6 x 9.0メートル（畳75枚分）。
- 日本一大きい日本刀 - 破邪の御太刀（山口県下松市・花岡八幡宮所蔵）、1859年（安政6年）、花岡八幡宮の式年大祭に合わせて延寿派の刀工・国綱が製作した。刀長は345.5センチメートル、重量は75キログラム。

### 仏教
仏像
- 日本一地上高が高い像、大仏 - 牛久大仏（茨城県牛久市）：120m（本体100m 台座20m）（銅製の立像としてギネス世界記録認定）[7]
- 日本一大きい地蔵菩薩像 - 幸福地蔵（新潟県佐渡市宿根木）：像高17.5mの石像。
- 日本一大きいえびす像 - 舞子六神社の恵比寿像（兵庫県神戸市垂水区）：石像。[8][9]
- 日本一大きい大黒天像 - 舞子六神社の大黒像（兵庫県神戸市垂水区）：石像。[8]

## 歴史

### 遺跡
- 日本一大きい古墳
  - 全長 - 大仙陵古墳（仁徳天皇陵。大阪府堺市）全長（墳長）525.1m。
  - 体積 - 大仙陵古墳（仁徳天皇陵。大阪府堺市）水中3.7mまで25m四方にわたり墳丘が広がっていて体積も一回り大きくなった（210万立方メートル）。水中の底にはヘドロが8mも堆積していてヘドロの中に食い込んでいる墳丘は600mを超える可能性があり、体積も世界最大の墳丘の可能性もある。
  - 総面積 - 大仙陵古墳 46.7ha（世界一）今は現存面積でないと認められない。応神天皇陵は現存面積は25ha以下で仁徳陵の半分である。

### 城郭
- 日本一新しい現存天守がある城跡 - 松山城[10]（愛媛県松山市 嘉永5年・1852年）
- 日本一広い面積をもつ城 - 江戸城[11]（東京都千代田区千代田）

## 地理
端
- 日本一東西南北にある場所 - 「日本の端の一覧」を参照のこと。

陸地（総合）
- 日本の最高地点 - 富士山の剣ヶ峰：海抜3,776m。富士山頂を形成する峰。
- 日本の最低地点 - 八戸鉱山の最低所[12]：およそ海抜-160m。人工地形。青森県八戸市にある露天掘り鉱山の底。
- 日本一海から遠い地点 - 北緯36度10分25秒 東経138度35分1秒 / 北緯36.17361度 東経138.58361度
長野県佐久市（旧・臼田町）の群馬県甘楽郡南牧村との境界附近にある[13]。
- 日本一広い平野 - 関東平野：総面積約1万7,000km2[14]。
- 日本一広い盆地 - 横手盆地：総面積約694km2[15]
- 日本一広い湿原・湿地 - 釧路湿原（北海道川上郡標茶町、阿寒郡鶴居村、釧路郡釧路町）：総面積約18,290ha
- 日本一大きい砂嘴 - 野付半島（北海道標津郡標津町、野付郡別海町）：全長約28km
- 日本一広いカルスト台地 - 秋吉台（山口県美祢市）：総面積130km2[16]。
- 日本一広い干拓地 - かつて八郎潟であった干拓地（秋田県南秋田郡大潟村中央干拓地および周辺市町村の干拓地）
総面積172.29km2[* 1][17]。

山岳
- 日本一高い山（日本最高峰）- 富士山（静岡県・山梨県）：海抜3,776m。
（参考）日本一遠くから富士山が見える場所 - 色川富士見峠（和歌山県東牟婁郡那智勝浦町）：322.9km[18]。
- 日本一低い山 - 大潟富士（秋田県南秋田郡大潟村） - 海抜0m。国土地理院の地形図に記載されている日本一低い山[19]。高さ3.776mの築山であるが、海抜ゼロメートル地帯に位置しており、頂上が海抜0mになるように造られた[20]。
  - 国土地理院の地形図に掲載されている、自然にできた、日本一低い山 - 弁天山（徳島県徳島市）：海抜6.1m[21]
- 日本一高い火山 - 富士山：海抜3,776m。
  - 日本一高い火山でない山 - 北岳：海抜3,193m。
- 日本一低い火山 - 笠山（山口県萩市）：海抜112m[22][23]。
  - 海底に基部がなく日本一低い、気象庁の常時観測火山 - 倶多楽（日和山）：海抜377m[24][25]
- 日本最大のカルデラ - 屈斜路カルデラ（北海道）：東西約26km、南北約20km[26]。

島嶼
- 日本一大きい島 - 本州：227,974.55km2[27]。
  - 本土（北海道・本州・四国・九州の四島）を除いて、日本一大きい島 - 択捉島（北海道根室振興局）：面積3,182.65km2[27]。
  - 施政権の及んでいる範囲で本土を除いて、日本一大きい島 - 沖縄本島（沖縄県）：面積1,208.19km2[27]。
  - 施政権の及んでいる範囲で、県庁所在地を持たない日本一大きい島 - 佐渡島（新潟県）：面積854.52km2[27]。
日本海で最も大きな島でもある。
- 日本一小さな島 - 沖ノ鳥島（東京都小笠原村）[28]：北小島:面積7.86m2、東小島:面積1.58m2。外国からは「島ではなく岩礁だ」との主張もある。
- 日本一大きな無人島 - 渡島大島[27][29]（北海道松前郡松前町）：面積9.73km2。
- 日本一小さな有人島 - 蕨小島[30]（長崎県五島市）：面積0.03km2。

湖沼・池
- 日本一大きな湖[31] - 琵琶湖（滋賀県）：面積670.25km2[32]。
- 日本最高所の湖沼 - 御嶽山二ノ池[33]（岐阜県・長野県）：海抜2,905m。
- 日本一深い湖 - 田沢湖（秋田県仙北市）：水深423.4m[34]。
- 日本一透明度の高い湖 - 摩周湖（北海道川上郡弟子屈町）：17.2m（2015年）[35]。1931年には41.6mで当時世界一。
- 日本一酸性度の高い湖 - 湯釜（群馬県吾妻郡草津町）：pH1.0前後で、世界有数[36]。

川・滝
- 日本一流域面積が広い川 - 利根川（群馬県・長野県・栃木県・茨城県・埼玉県・千葉県・東京都）：約16,840km2。
- 日本一長い川 - 信濃川（新潟県・群馬県・長野県）：367km。
- 日本一短い川 - ぶつぶつ川（和歌山県東牟婁郡那智勝浦町）[37]：13.5m。2008年10月21日 和歌山県指定 2級河川。
- 日本一支流が多い川 - 淀川：965本[38]。
- 日本一幅（両岸の堤防間の距離）が広い川 - 荒川[39][40]：埼玉県御成橋付近で2,537m。
- 日本一急流の川 - 常願寺川（富山県）標高差 約3000m・川長（距離） 約56km[41]。
- 日本一硬度の高い水道水 - 鹿児島県大島郡知名町瀬利覚浄水場[42][信頼性要検証]：年平均263ppm[43]。
- 日本一落差のある滝 - 称名滝（富山県中新川郡立山町）：落差350m[44]。
  - 通年でない特定の時期のみに発生する滝としてはハンノキ滝（富山県中新川郡立山町）：落差497m[45]。
  - 一段の滝としては那智滝（和歌山県東牟婁郡那智勝浦町）：落差133m。

海洋
- 日本一深い湾 - 駿河湾：水深2,500m[46]。

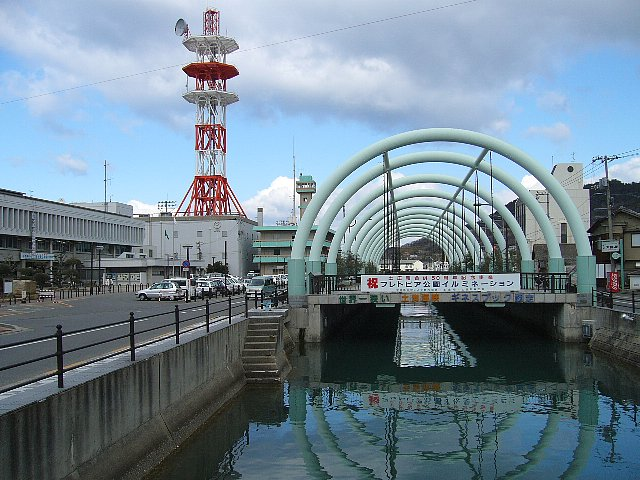
土渕海峡
日本一（世界一）狭い海峡。

- 日本一（世界一）狭い海峡 - 土渕海峡（香川県）[47]：最狭幅9.93m。

洞窟
- 日本一長い洞窟 - 安家洞（岩手県下閉伊郡岩泉町）[48]：23702m[49]。
  - 日本一長い水中洞窟 - 稲積水中鍾乳洞[50]（大分県豊後大野市）：1,000m以上。
  - 日本一長い海底鍾乳洞 - 広部ガマ[51]（沖縄県国頭郡恩納村）：640m。
- 日本一深い洞窟 - 白蓮洞[52]（新潟県糸魚川市）：深さ-513m。
  - 日本一深い水中洞窟 - 龍泉洞第4地底湖（岩手県）[53]：水深120m。

## 自然科学

### 地球科学
この節で使用する「日本の近代観測史上」という文言の解釈について。「近代観測」とは、近代科学が導入されたのちの観測とする。近世以前の時代に行われた観測や考古学的知見・地質学的知見等は含まない。「史料等で確認できる、日本史上最大」は、地層または土層や考古遺物、近世以前の史料等でも確認可能なものを含む、広義の「日本史上最大」とする。。
地震
- 日本の近代観測史上、最大の地震 - 東北地方太平洋沖地震[54]
Mw9.0[55][56]。2011年（平成23年）3月11日に発生し、東日本大震災をもたらした超巨大地震。発生から3か月以内に観測されたM5.0以上の余震の数も500回以上で日本一。
  - 史料等で確認できる、観測時代以の歴史地震では激震域が800km近くに達する1707年宝永地震が最大ともされる[57]。機器観測記録が無いためMw8.7-9.3と推定に幅がある[58]。
  - 日本の近代観測史上、最大の内陸直下型地震 - 濃尾地震[59]
Mj8.0。1891年（明治24年）10月28日発生。歴史時代まで含めれば、天正13年11月29日（1586年1月18日）の天正地震を日本最大 (M7.9〜8.1) の直下型とする説もある。
- 史料等で確認できる、日本一死者が多い地震 - 大正関東地震[60]
死者105,385。1923年（大正12年）9月1日に発生し、関東大震災をもたらした巨大地震。
- 日本一長い活断層 - 馬追断層
推定全長約66km[61][62]。石狩低地東縁断層帯の主部であり、北海道美唄市から、岩見沢市、夕張郡栗山町、夕張郡長沼町、夕張郡由仁町、千歳市を経て、勇払郡安平町にまで伸びている[62]。

津波
- 史料等で確認できる、日本一津波による死者が多い地震 - 明治三陸地震[63]
死者21,959人。1896年（明治29年）6月15日に発生し、明治三陸大津波をもたらした巨大地震で、死者は全て津波によるものと考えられる。
  - 史料によれば1498年明応地震、1703年元禄地震、1707年宝永地震の津波では上記以上の死者の記録も存在するが、確実性については検証中である[64]。
- 史料等で確認できる、日本史上最大の津波 - 明和の大津波（八重山地震の津波）[65]
最大波高[* 2]40m（琉球王国[* 3]石垣島。現・沖縄県の石垣島）。最大遡上高[* 4]85.4m（同国、宮良村。現・石垣市内）。明和8年3月10日（1771年4月24日）に発生・到達。
※最新の研究では最大遡上高は30m程度とする説もある[66]。
- 史料等で確認できる、日本一死者が多い津波 - 明治三陸大津波：上記の「明治三陸地震」に同じ。

火山活動
- 日本列島史上最大の噴火
特定を避けて複数が並立し得る「最大級」という表現を使う研究者が多いが、下記の3つが「最大級の噴火」といわれているものである。統一基準として考案された噴火マグニチュードは一つの目安になる。また、マグマ噴出量の比較データとして、雲仙普賢岳の1991年の噴火は0.2km3、富士山の9世紀の大噴火は1.4km3（歴史時代の富士山で最大）[67][68]である。
※「火山爆発指数#VEIで分類した噴火の例」の「7」も参照のこと。
※世界レベルとの比較は「世界一の一覧#火山活動」を参照のこと。
  - 9万年前から8万5000年前頃[69]に起こった阿蘇山の破局噴火（学術名：阿蘇4、Aso4[69]）
日本列島史上最大級の噴火とされる。噴火マグニチュード8.4[70]。マグマ噴出量600km3。火砕流で九州地方の4分の3（鹿児島地方を除く九州全域）と山口地方（秋吉台に痕跡あり）が壊滅[70]。火山灰は日本列島全域のほか、朝鮮半島などで確認されている。阿蘇カルデラも参照。
  - 約2万5000年前に起こった姶良カルデラの破局噴火（学術名：姶良Tn、AT[69]）
日本列島史上最大級の噴火とされる。噴火マグニチュード8.2[70]。マグマ噴出量150km3[67][68]。鹿児島・宮崎・熊本地方が壊滅[70]。
  - 約7300年前に起こった鬼界火山（鬼界カルデラ）の破局噴火（アカホヤ噴火。学術名：鬼界アカホヤ、K-Ah[69]）

日本列島史上最大級の噴火とされる。噴火マグニチュード8.1CITEREF早川2003b。マグマ噴出量170km3CITEREF早川2003b。鬼界アカホヤ火山灰（面積約200万km2、体積約100km3）、幸屋火砕流（体積約50km3）、幸屋降下軽石（体積約20km3）等、日本列島とその周辺の広い地域に痕跡を留める。南九州の縄文文化を壊滅させたといわれる。現在見られる鬼界カルデラの前身。
完新世（最近1万1700年間）に起こった世界最大の噴火でもあるCITEREF早川2003b。
- 歴史時代における日本最大の噴火 - 延喜15年（915年）に起こった十和田火山の噴火
噴出量6.5km3。過去2000年間に日本国内で起きた最大規模の噴火であったと見られる[71]。現在の十和田湖の前身。
- 史料等で確認できる、日本一死者が多い火山災害 - 島原大変肥後迷惑（1792年に起こった雲仙普賢岳の噴火・山体崩壊・津波）[72]
死者約15,000。寛政4年4月1日（1792年5月21日）発生。

### 気象学
この節での「日本一」は、「近代科学による観測記録の日本一」「日本の近代観測史上の第一」とする
- 日本一ロケットの打ち上げ回数が多い射場 - 気象ロケット観測所（MT-135P観測ロケットの打ち上げ1,119機。2001年3月21日に観測終了。）

気温
- 日本一の最高気温（アメダス）- 群馬県伊勢崎市（2025年8月5日14時39分）[73]：41.8℃
  - 気象官署の場合は静岡地方気象台（静岡県静岡市駿河区）（2025年8月6日12時05分、14時27分）[74][75]：41.4℃
- 気象庁委託観測所の記録 - 徳島県鳴門市撫養 42.5℃：1923年8月6日。
  - 参考記録 - 東京都足立区江北 42.7℃：2004年7月20日。東京都環境科学研究所による。
- 日本一の最低気温（気象官署、アメダス）- 北海道旭川市 −41.0℃：1902年1月25日。
  - 気象庁委託観測所の記録 - 北海道美深町 −41.5℃：1931年1月27日。
  - 参考記録 - 北海道歌登町上幌別 −44.0℃：1931年1月27日。北海道森林気象観測所による。

降水量
- 日本一の最多降水量[76]：第2位以下を含む詳細は「降水量#日本」を参照のこと。
  - 10分間降水量 - 新潟県阿賀町室谷 50.0mm：2011年7月26日・埼玉県熊谷市（2020年6月6日）。
  - 1時間降水量 - 千葉県香取市（1999年10月27日）および長崎県長崎市長浦岳（1982年7月23日）153mm
    - 1時間降水量（気象官署・アメダス以外）- 長崎県長与町 187mm：1982年7月23日。町役場による観測。

  - 日降水量 - 神奈川県足柄下郡箱根町 922.5mm：2019年10月12日。
    - 日降水量（気象官署・アメダス以外）- 徳島県那賀町海川 1,317mm：2004年8月1日。四国電力による観測。

  - 24時間降水量 - 高知県香美市繁藤 979mm：1998年9月25日。
  - 月最多降水量 - 三重県宮川 2,452mm：2011年9月。
    - 月最多降水量（気象官署・アメダス以外）- 奈良県大台ヶ原山 3,514mm：1938年8月。気象庁委託観測所の記録。

  - 年最多降水量 - 宮崎県えびの市 8,670mm：1993年。
    - 屋久島の山岳部では10,000mm以上の年降水量を記録することもあり、林野庁屋久島森林環境保全センターの観測では1999年に淀川登山口(標高1,380m)において11,720mmを記録[77]。

  - 年最少降水量 - 北海道本別町 348mm：1984年。

積雪
- 日本一深い積雪
  - 気象庁委託観測所の記録 - 富山県大山町（現・富山市内）真川 750cm：1945年2月26日。
    - アメダス観測所の記録 - 酸ヶ湯（青森市）512cm：2013年2月21日。2005年3月4日の501cmを10cm上回った。

  - 国鉄の記録 - 森宮野原駅（長野県栄村）785cm：1945年2月14日。
  - 山岳での記録 - 伊吹山山頂 1,182cm：1927年2月14日。
  - 県庁所在地での記録 - 福井市 213cm：1963年1月31日。昭和38年1月豪雪も参照。

風・台風
- 日本一の最大風速（平地）- 室戸岬 69.8m/s：1965年9月10日。
  - 日本一の最大風速（山岳）- 富士山山頂 72.5m/s：1942年4月5日。
- 日本一の最大瞬間風速（平地）- 宮古島 85.3m/s：1966年9月5日。第2宮古島台風による。
  - 日本一の最大瞬間風速（山岳）- 富士山山頂 91.0m/s：1966年9月25日。

気圧
- 日本一の最低気圧（日本近海を含む）- 昭和54年台風20号 870hPa：沖ノ鳥島南南東海上にて1979年10月12日観測。
  - 日本一の最低気圧（陸上）- 沖永良部台風 907.3hPa：沖永良部島にて1977年9月9日観測。
  - 日本一上陸時に気圧が低かった台風 - 室戸台風 911.6hPa：室戸岬にて1934年9月21日観測。
    - 公式記録では第2室戸台風の925hPa：1961年9月16日。
- 日本最高気圧 - 北海道旭川市 1,044.0hPa：1913年11月30日。

### 天文学・宇宙開発
- 日本最大（アジア最大）のパラボラアンテナ - 臼田宇宙空間観測所の64mパラボラアンテナ直径64m・総重量1,980tは2009年時点でアジア最大[78][79]。
- 日本一（世界一)、地上から最も高い所に位置するプラネタリウム - 高柳電設工業スペースパーク(ビッグアイ) - 郡山市ふれあい科学館：高さ104.25m(ビル高さ136m)。ギネス世界記録認定[80]。
- 日本一（世界一）大きいプラネタリウム - 名古屋市科学館のプラネタリウム：直径35m。2011年時点で世界最大[81][82]。
- 日本人で最も宇宙に長く滞在した宇宙飛行士 - 若田光一 通算347日8時間32分である。

### 生物学
- 日本一水槽容積の大きい水族館 - 沖縄美ら海水族館[83]（沖縄県国頭郡本部町）水量7,500t
- 日本一年間入園者数の多い動物園 - 恩賜上野動物園（東京都台東区）[* 5]
- 日本一標高の高い位置にある水族館 - 蓼科アミューズメント水族館（長野県茅野市）[* 6]
- 日本で最も多く野鳥を救出した人物 - 平野虎丸（熊本市）[84][85]

1986年1月から2014年1月までの28年間に亘り、密猟監視、違法養育家庭訪問、小鳥店訪問、競鳴会会場訪問などを、沖縄県から宮城県までの40都府県で30万人の協力を得ながら行い、総計およそ6百万羽もの野鳥を救出して自然に返した。「野鳥救出日本一」名義で日本一ネットが認定している。

### 医学
- 日本最長寿記録 - 田中カ子

女性、1903年（明治36年）生まれ、2022年（令和4年）死亡。119歳107日没。確かな記録がある人物では日本人で初めて118歳、119歳を迎えた。ギネス世界記録保持者。
ジャンヌ・カルマンに次いで史上2位の長寿記録であるが、近年においてジャンヌの記録には疑義が生じているため、厳密的には「暫定2位」であり、確実な記録が証明されている中では史上1位となる。
- 日本一背が高い日本人 - 松坂良光

237cm。男性。健康診断に基づく身体測定値。1935年（昭和10年）生まれ、1962年（昭和37年）死亡。
- 日本一病床数の多い病院 - 藤田保健衛生大学病院[87]（愛知県豊明市）許可病床数1505床

## 工学・技術

### 土木
ダム、人造湖、堤防
- 日本一面積の広い人造湖 - 朱鞠内湖（雨竜第一ダム）[88]（北海道雨竜郡幌加内町）：湛水面積23.73km2。
- 日本一貯水量が多いダム - 徳山ダム[89]（岐阜県揖斐郡揖斐川町）：6億6,000万m3。
- 日本最大の堰堤 - 津軽富士見湖（青森県北津軽郡鶴田町）：堤長4.2km[90]
- 日本一堤高が高いダム - 黒部ダム（富山県中新川郡立山町）：堤高186m[91]。
- 日本一長い防波堤 - 常陸那珂港防波堤[92]（茨城県ひたちなか市）計画では6,000m、2010年に5,400mまで完成

水道 
- 水道管の老朽化率（水道経路経年化率）が最も高い都道府県 – 大阪府

- 厚生労働省 2015年度（平成27年度）末調べ：1. 大阪府 (28.3%)、2. 神奈川県 (21.7%)、3. 山口県 (20.5%)、4. 宮城県 (18.8%)、5. 奈良県 (18.6%)。全国平均 13.6%。
- 厚生労働省 2018年度（平成30年度）末調べ：1. 大阪府 (31.7%)、2. 神奈川県 (25.6%)、3. 京都府 (24.9%)、4. 香川県 (24.0%)、5. 山口県 (23.2%)。全国平均 17.6%。

- 水道事業の運用実態が最も悪い基礎自治体（区市町村） – 由仁町（北海道夕張郡｜ダイヤモンド社 2019年調べ）[95]

全国で2番目に高い水道料金を設定しているが、それでも経費の3分の1前後しか水道料金で賄うことができていない。
- 日本一長い水道橋 - 荒川水管橋[96]（埼玉県鴻巣市・熊谷市）全長1100.95 m

都市工学
- 日本一面積が広い単独の地下街 - クリスタ長堀（大阪府大阪市中央区南船場）81,765m2[97]
- 日本一総延長が長いアーケード - 高松中央商店街[98]（香川県高松市）約2.7km
- 日本一直線距離の長いアーケード - さるくシティ4○3[99]（長崎県佐世保市）約1km
- 日本一短いアーケード - 御旅市場（京都府京丹後市）52m[100][101]
- 日本一高い津波避難タワー - 佐賀地区津波避難タワー[102]（高知県幡多郡黒潮町）高さ25 m

### 建築
- 観光に関する建造物は「#観光」の節を参照のこと。
- 交通に関する建造物は「#交通」の節を参照のこと。

塔
- 日本一（世界一）地上高が高いタワー - 東京スカイツリー（東京都墨田区）634m （2011年3月18日に到達）

ビル
- 日本一地上高が高いビル - 麻布台ヒルズ森JPタワー（東京都港区）325.2m（2023年6月に竣工）
- 日本一延床面積が広いビル - 麻布台ヒルズ森JPタワー[103]（東京都港区）461,395m2

マンション
- 日本一地上高が高いタワーマンション - 麻布台ヒルズレジデンスA（東京都港区）地上237.2m 53階建 総戸数320

ドーム
- 日本一大きいドーム - 福岡ドーム[104] 建築面積：69,130m2、最高所の高さ：83.96m（地上7階）

サーキット
- 日本一収容人数の多いサーキット（ロードコース）- 鈴鹿サーキット[105] 161,000人
- 日本一長いサーキット（ロードコース）- 鈴鹿サーキット[105] 四輪5,807km、二輪5,821km

エレベーター
- 日本最速のエレベーター - 横浜ランドマークタワーの69階への直通エレベーター（三菱電機製）[106]：最速時に約750m/分 (=45km/h)。
- 日本最長の（昇降行程の長い）エレベーター - 東京スカイツリーの業務用エレベーター（東芝エレベータ製）：464.4m[107]。
- 日本一長いエスカレーター - ニューレオマワールドの「マジックストロー」（三菱電機製）[106]：高低差42m、中間の水平部を含め全長約100m。香川県丸亀市に所在。

木造建築
- 日本一地上高が高い木造建築 - 教王護国寺（東寺）五重塔（京都府京都市南区）57m[108]
- 日本一大きい木造建築（建築面積） - 東本願寺#境内（京都府京都市下京区）建築面積4,039m2[109][110]
- 日本一大きな木造製ドーム - 大館樹海ドーム（秋田県大館市）178×157m。高さ52m[111]、アーチ部のみが木造である[112]。
- 日本一大きい茅葺屋根 - 正法寺[113]（岩手県奥州市）720坪

### 電気・電子工学
- 出力日本最大の地熱発電所 - 八丁原発電所：認可出力（最大出力）11万kW。大分県玖珠郡九重町に所在。
- 出力日本最大の風力発電所 - 青山高原ウインドファーム：認可出力（最大出力）9万5000kW。三重県津市・伊賀市に所在。
- 日本一長い映像装置 - カシマスタジアムの「LEDリボンビジョン」
全長500m、高さ1mのLED帯状映像装置で、場内をほぼ一周するように設置されている。2010年時点でアジア最長、世界でもアメリカ合衆国はマイアミにあるサンライフ・スタジアムのものに次いで第2位。機種はアビックス社製「サイバービジョン330」。茨城県鹿嶋市に所在[114]。
- 太陽光発電で日本一（世界一）LEDイルミネーションを点灯 - 白米千枚田のイルミネーションイベント、「あぜのきらめき」(石川県輪島市)
20461個。2012年11月10日〜2013年2月17日に開催。ギネス世界記録にも認定[115][116]。

## 産業

### 鉱業
- 原始資源量日本最大のメタンハイドレート賦存層を擁する地域 -（2012年までの調査地域内では）東部南海トラフ海域[117][118][119]
メタンガス原始資源量（非可採埋蔵量を含む総埋蔵量）1兆1415億m3（約40Tcf）[117][118]。内訳は、メタンハイドレート濃集帯内に5739億m3（約20Tcf）、その以外の地域に5676億m3[117][118]。東部南海トラフ海域の範囲は東海沖から熊野灘にかけて長く伸びる海溝（トラフ）が存在する海域で[118]、賦存層は水深700- 1000mの海底下200- 300m地点の砂層孔隙に存在する[118]。
なお、当海域は最も有望なモデル海域として調査が進んでいるのであり、裏返して言えば、今後の調査次第では西部南海トラフ海域などが当海域の上を行く可能性もゼロではない。
  - 日本最大のメタンハイドレート濃集帯 -（2012年までの調査地域内では）東部南海トラフ海域のメタンハイドレート濃集帯群
16箇所[117]合計のメタンガス原始資源量5739億m3（約20Tcf）。

### 農業
- 日本最大の灌漑用ため池 - 満濃池（香川県仲多度郡まんのう町）[120]：周囲約20km。貯水量1,540万t。
- 日本一大きい農業用水路橋 - 明正井路一号幹線一号橋（大分県竹田市）

### 畜産業
- 生産量日本一の生乳生産者 - 道東あさひ農業協同組合（区域：北海道根室市および別海町）
382,619 t/年（2009年度）[121][122]。

### 水産業
- 記録史上最大の日本産天然真珠
  - 志摩半島の大王崎（三重県志摩郡大王崎）沖で獲られたアワビから出て御木本幸吉に買い上げられた鮑玉（あわびだま、本真珠）[123]
長径24mm、短径19mm、重量264.75grain (13.2375g) [123]。御木本幸吉が1914年（大正3年）3月20日開幕の東京大正博覧会に出品したことで記録に残っているが[123]、その後は転売されて行方不明になっている。

### 第3次産業
小売業
- 日本一面積の広いショッピングセンター - イオンレイクタウン[124]（埼玉県越谷市）敷地面積261,633m2 延床面積364,843m2
- 日本一インテナントの数が多いショッピングセンター イオンレイクタウン[124]（埼玉県越谷市）565店舗
- 日本一長い商店街 - 天神橋筋商店街[125]（大阪府大阪市北区）南北2.6km
- 日本一短い商店街 - 肥後橋商店街（大阪府大阪市西区）南北79m[126][101]
- 日本一売り場面積が広い百貨店 - 松坂屋本店（愛知県名古屋市中区）[127]86,758m2
- 日本一チェーン店舗数が多いコンビニエンスストア - セブン-イレブン 16,764店[128]
- 日本一大規模な免税店 - 中部国際空港内 セントレアデューティーフリー[129]（愛知県常滑市） 1,434m2
- 日本一売上高があるショッピングセンター - 成田国際空港（千葉県成田市） 1,169億円（2015年度、成田国際空港株式会社）[130][131]。
- 日本一総延床面積の物流施設 - GLP ALFALINK流山 （千葉県流山市）総地面積約420,000㎡総延床面積：約900,000㎡

不動産業
- 日本一価格が高い土地
  - 国土交通省地価公示（2024年1月1日時点）- 山野楽器銀座ビル（東京都中央区銀座4丁目5番6号）5,540万円/m2[132]
  - 国税庁路線価（2008年1月1日時点）- 東京都中央区銀座5丁目の中央通り 3,184万円/m2[133]
  - 都道府県固定資産税路線価（2005年1月1日時点）- 東京都中央区銀座5丁目7番4号の鳩居堂前 1,320万円/m2[134]

ホテル
- 日本一地上高が高いホテル - スターゲイトホテル関西エアポート[135]（大阪府泉佐野市）地上256m
- 日本一標高の高いホテル - ホテル千畳敷[136]（長野県駒ヶ根市赤穂）標高2,612m
- 日本一標高の高いリゾートホテル - ホテル立山[137]（富山県中新川郡立山町芦峅寺）標高2,450m
- 日本一客室数の多いホテル - 品川プリンスホテル[138]（東京都港区高輪）4棟計3,680室

### 交通
海上交通
- 日本一灯塔の地上高が高い灯台 - 出雲日御碕灯台（島根県出雲市）43.65m[139]
- 日本一標高の高い灯台
  - 灯火まで - 余部埼灯台284m（兵庫県）[140]
  - 頂部まで - 茂津多岬灯台290m（北海道せたな町）[141]
- 日本一明るい灯台 - 室戸岬灯台[142]（高知県室戸市）160万cd

### 通信
郵便
- 日本一標高の高い所にある郵便局 - 富士山頂郵便局（静岡県富士宮市）[143]（定期開設局で開設期間は毎年7月10日 - 8月20日頃）
- 日本一北にある郵便局 - 宗谷岬郵便局（北海道稚内市）[144]
- 日本一東にある郵便局 - 珸瑤瑁郵便局（ごようまい：北海道根室市）[145] - なお、郵便局が一時閉鎖されていた時期は歯舞郵便局が最東端だった。
- 日本一西にある郵便局 - 久部良簡易郵便局（沖縄県八重山郡与那国町）[146]
- 日本一南にある郵便局 - 波照間郵便局（沖縄県八重山郡竹富町波照間）[147]
- 日本一（世界一）深いところにある郵便ポスト - 枯木灘海岸海底ポスト（ギネス世界記録認定）[148]（和歌山県西牟婁郡すさみ町。岸から100m、水深10mの海底に位置する）
- 日本一高額な切手 - 21世紀に発行を終了した1,000円切手。1975年4月22日発行の「吉祥天立像」、1996年3月28日発行の「松鷹図」、2015年2月2日発行の「富士図」（定形外[* 7]2kgを越え4kgまでの郵便物の郵送・ゆうパックや切手送金に用いられる。一般にはこれだけ大きければ宅配便発送に回る）
  - 現行の切手では500円切手。
- 日本一大きい切手 - 1948年11月29日発行の「見返り美人」、1949年（昭和24年）11月1日発行の「月に雁」（印刷面26mm×63.5mm 付箋並みの大きさ）

### 放送
- 日本最長寿番組 -「ゆく年くる年」：61年（1955年から現在）[* 8]。
  - 報道番組を含む -「NNNきょうの出来事」：52年（1954年から2006年まで）。
  - 日本放送協会 -「NHKのど自慢」：1953年より放送中。
- 最高視聴率（関東地区）-「ボクシング世界フライ級選手権 白井義男×パスカル・ペレス」（日本テレビ）：96.1%（電通調べ）[149]。
  - ビデオリサーチ発足後 -「第14回NHK紅白歌合戦」：81.4%。
  - ニールセン調査 -「第14回NHK紅白歌合戦」：89.8%。
  - 複数局によるほぼ同内容の放送（ビデオリサーチ）- あさま山荘事件 ：NHK・民放あわせて89.7%（1972年2月28日18時26分）。
  - 6時〜24時までの平均総世帯視聴率（ビデオリサーチ）- 1972年2月28日（あさま山荘事件）：1989年2月24日（昭和天皇の大喪の礼）NHK・民放合わせて62.8%。
- 連続生放送時間テレビ局 - QVC ：89時間（2004年5月19日 7:00〜22日 24:00）。
- チャンネル総数最多の放送局 - スカパー! ：稼動中のもので280チャンネル以上。
  - 音声放送のみのもの - サウンドプラネット ：稼動中のもので500チャンネル以上。
- 加盟している放送局が最も多いフルネットニュースネットワーク - Japan News Network（TBS系）：28局。
  - クロスネット局を含む - Nippon News Network（日本テレビ系）：30局。
- 放送対象地域の面積が狭い都道府県域テレビ局（民放）- テレビ大阪
- PPV最多販売件数 - Dynamite! 史上最大の格闘技ワールド・カップ SUMMER NIGHT FEVER in 国立 ：10万件強[150]。
- 放送時間の長いCM - 2003年5月4日深夜に放送された、映画『あずみ』の宣伝CM（約10分[* 9]）
- 最長寿のラジオ番組 - 株式市況 ：1925年より放送中[* 10]。
  - 「ゆく年くる年」：1927年より放送中[* 11][* 12]。
  - 「ラジオ体操」：1928年より放送中[151]。

## 食文化
ここでは、食品とその関連事象を扱う。※解説文の外にある出典は全体に係る。
形の特徴
- 日本一大きいコロッケ - 直径3.08m、重さ約500kg、約2,500人分相当のコロッケ[152]
メークイン（ジャガイモの一品種）の日本初の栽培地である北海道厚沢部町[153]の地元商工会が、特注の大鍋、地元のメークイン約400kg、調理油約900L等を使って、2010年（平成22年）7月24日に作成[152]。
- 日本一長い串団子 - 全長18.12mの串団子
竹串1本に団子659個を串刺したもので、千葉県野田市の野田青年会議所が2008年（平成20年）5月4日に作成[154]。
- 日本一長い巻き寿司 - ≪未確認≫：おそらく、全長530mの鉄火巻。
  - 日本一長い細巻（細巻き寿司）- ≪未確認≫：おそらく、全長530mの鉄火巻。
    - 日本一長い鉄火巻 - 全長530mの鉄火巻
2010年（平成22年）4月27日、事前公募によって「三崎まぐろ鉄火巻日本一寿司づくり大会」（神奈川県三浦市の三崎下町商店街が主催）に参集した1,300人が、地元特産のマグロ赤身82kgと、酢飯280kg、海苔530mを使って作成した[155]。

  - 日本一長い太巻（太巻き寿司）- 全長122.16mの恵方巻
2012年（平成24年）1月29日、事前公募によって鹿児島県志布志市志布志町のショッピングセンター「サンポートしぶしアピア」に参集した450人が、酢飯130kg、海苔800枚、玉子焼、胡瓜、志布志湾特産の背白ちりめんじゃこ、桜田麩などを使って作成した[156][157][158]。

- 日本一薄い和菓子 - 正観寺丸宝の「松風」
薄い生地からなる菓子で、厚さ1.5mm。「丸宝松風」とも称。正観寺丸宝は熊本県菊池市の老舗菓子店[159][160]。

形以外の特徴
- 日本一アルコール度数の高い酒 - 神奈川県厚木市・ドーバー酒造『ドーバースピリッツ88』（アルコール度数：88度）
所謂「国産洋酒」であり、同社の製造しているウォッカである。世界のアルコール度数ランキングにおいてブルガリアの『バルカン176』と並んで世界7位タイにランキングされており、国産酒で世界トップ10に入っている唯一の酒でもある。
- 日本一アルコール度数の高い清酒 - 新潟県魚沼市・玉川酒造『越後武士（えちごさむらい）』（アルコール度数：46度）
2006年の酒税法改正によって日本酒の定義から外されたため、2025年現在の酒税法上においてはリキュールに分類されているが、酒税法改正前は法的にも日本一アルコール度数の高い日本酒であり、酒税法改正前の化粧箱・瓶ラベルにははっきりと「日本酒」の記述があった。
- 日本一臭い食べ物
におい（匂い、臭い）に関する科学的基準は、国際的にも日本国内においても正式なものは存在しない。日本でよく引用されるのは、江原勝夫率いる研究チームが開発した株式会社若林商店のにおい濃度測定用ガス検知器を使ったアラバスター単位 (Au) による測定値であるが、国際的に広く認められているわけではないことを特筆しておく。ここでは、日本古来の食品のうち、アラバスター単位による測定値（Template:臭い食べ物も参照）が最も大きいものを挙げる。
  - 焼き立ての状態であれば、くさや
1,267Au。焼く前の状態では 447Au と鮒寿司 (486Au) や納豆 (452Au) に及ばない。
  - 冷めた状態であれば、鮒寿司
486Au。加熱時（熱いご飯と合わせて食べる時、お茶漬けにして食べる時）のデータは無いが、焼き立てのくさやと比較するほど臭いものではない。
- 炭酸含有量日本一の温泉飲料 - 長田鉱泉場（在：福岡県みやま市瀬高町）の飲泉水
- 日本一安い菓子 - 『ごえんがあるよ』（正味単価：税込5円）
1984年に発売されて以来、5円硬貨1枚で購入できる日本一安い菓子として知られる。2007年に単品販売が禁止され、当時税込10円だった『うまい棒』や『フィリックスガム』に「日本一安い菓子」の座を明け渡す形となったが、2024年3月4日に単品販売が復活[161]し「日本一安い菓子」の座に返り咲いている。ただし、単品販売が禁止されて以降も一部の個人経営の駄菓子屋などでは経営者の独自判断において1個5円でバラ売りしていた。

## 社会

### 経済
通貨
- 日本一高額な硬貨
  - 記念貨幣も含めれば10万円硬貨。
  - 通常貨幣では500円硬貨。
- 日本一低額な硬貨
  - 現在有効なものでは1円硬貨。
  - 現在無効なものも含めると、円・銭・厘の単位体系としてかつて造幣局で製造されたものでは1厘硬貨（江戸時代の銭貨を円・銭・厘の単位体系に合わせて通用させたものは除く）。
- 日本一高額な紙幣 - 1万円紙幣
- 日本一低額な紙幣
  - 現在発行中のものでは1000円紙幣。
  - 現在有効なものでは1円紙幣。
  - 現在無効なものも含めると、円・銭・厘の単位体系としてかつて製造されたものでは5銭紙幣（軍票や、江戸時代の藩札をスタンプで円・銭・厘の単位体系に合わせた新額面にしたものなどは除く）。
- 日本一大きい紙幣 - 1891年11月15日発行の100円日本銀行兌換券 ：縦130mm×横210mm。通称「めがね100円」。
- 日本一小さい紙幣 - 1948年5月25日発行の5銭日本銀行券 ：縦48mm×横94mm。通称「梅5銭」。
- 日本一安い商品 - 1円切手
  - 日常的に売られている定価商品としては日本一安い。ただし、従来から存在する前島密の物は1枚から購入可能だが、ぽすくまの物は1シート（50枚）単位での発売となっている。

企業
- 日本一売上高の高い企業 - トヨタ自動車
- 日本一社名が長い企業 - あなたの幸せが私の幸せ世の為人の為人類幸福繋がり創造即ち我らの使命なり今まさに変革の時ここに熱き魂と愛と情鉄の勇気と利他の精神を持つ者が結集せり日々感謝喜び笑顔繋がりを確かな一歩とし地球の永続を約束する公益の志溢れる我らの足跡に歴史の花が咲くいざゆかん浪漫輝く航海へ（137文字、ギネス世界記録へ申請中[162][163]であったが、2019年に社名を「株式会社サブスク」に変更し日本一ではなくなった[164][165]）

### 法と政治
憲法と国のかたち
- 最年少の内閣総理大臣 - 伊藤博文（就任時44歳3ヵ月）
  - 新憲法下における、最年少の内閣総理大臣 - 安倍晋三（就任時52歳0ヵ月）
- 最年長の内閣総理大臣
  - 就任時 - 鈴木貫太郎（77歳2ヵ月）
  - 退任時 - 大隈重信（78歳6ヵ月）
  - 新憲法下における、最年長の内閣総理大臣
    - 就任時 - 石橋湛山（72歳2ヵ月）
    - 退任時 - 吉田茂（76歳2ヵ月）
- 通算在職日数が最長の内閣総理大臣 - 安倍晋三（3188日）[166]
  - 大日本帝国憲法下 - 桂太郎（2886日）
- 通算在職日数が最短の内閣総理大臣 - 東久邇宮稔彦王（54日）
  - 新憲法下 - 羽田孜（64日）
- 連続当選回数が最多の衆議院議員 - 尾崎行雄（第1回から第25回、25回連続）
- 最長の政権 - 第2次安倍政権（第2-4次安倍内閣）（2012年12月26日から2020年9月16日までの2822日間）[166]
  - 通算での安倍政権の期間は上記に第1次安倍政権（2006年9月26日から2007年9月26日までの366日間）を加えた合計3188日間[166]
- 最短の政権 - 東久邇宮内閣（1945年8月17日から同年10月9日までの54日間）
- 最長の内閣 - 第1次桂内閣（1901年6月2日から1906年1月7日までの1681日間）
- 最短の内閣 - 第1次岸田内閣（2021年10月4日から同年11月10日までの38日間）[167]
  - 改造内閣を区別した場合は第2次田中角栄第2次改造内閣（1974年11月11日から同年12月9日までの29日間）
- 日本一歴史の長い国政政党 - 日本共産党[168]。1922年結成、1945年合法化。合法化から起算しても現存政党の中で日本一歴史が長い。
- 日本一短命の国政政党 - 政党結成当日に解散となった例がある。
  - 農民労働党 - 1925年12月1日結成・解散[169]。治安警察法による取り締りの対象となり結成当日に解散を命じられた。
  - 国民党 - 2018年5月7日結成[170]・解散[171]。希望の党を分割して結成し、即日民進党と合併して国民民主党を結成し解散した。
- 日本一面積の広い衆議院小選挙区 - 北海道第12区 (14,740.93km2)
- 日本一面積の狭い衆議院小選挙区 - 東京都第2区 (20.23km2)
- 国政選挙における個人最多得票 - 1968年参議院選挙・全国区における石原慎太郎 301万2552票[172]
- 最長の元号 - 昭和（64年）
- 最短の元号
  - 暦仁（改元から次の改元まで2か月半。ただし立年改元のため後の書物ではユリウス暦1238年1月18日から1239年2月5日までの1年間）
  - 天平感宝（改元から次の改元まで3か月半。ただし立年改元のため後の書物では用いられず天平勝宝を用いる）
- 日本最年少での褒章受章者 - 溝上春喜

受章時13歳（中学二年生）。川で溺れる小学生を救命救助した功により、2011年（平成23年）秋の褒章で紅綬褒章を受章。なおこれは記録が残る者としての最年少の受章であるが、第二次世界大戦中以前の史料を漏れなく確認することは不可能である。
地方自治
- 日本一の多選、最多連続当選首長 - 岡村雅夫（高知県芸西村長）13期
  - 次点が山梨県早川町長の辻一幸（2020年11月16日、11期目の連続当選）
- 最高齢の現職首長 - 上山章善（和歌山県湯浅町長）1939年生まれ
- 最年少の現職首長 - 石田健佑（秋田県大館市長、1997年生まれ）
  - 町村長では小川知也（埼玉県比企郡鳩山町長、1996年4月14日生まれ）[174]

※公職選挙法の規定により、24歳以下の首長はいない。
- 最多当選の都道府県議会議員 - 細田重雄（島根県議会議員　1967年初当選、2023年に85歳で引退するまで14期務める）[175]
- 最多当選の市町村議会議員 - 古舘巌（岩手県九戸村議会議員　1967年初当選、2023年に15期目の連続当選[176]）
- 地方選挙における個人最多得票 - 2012年東京都知事選挙における猪瀬直樹 433万8936票[172]
- 日本一多い名字 - 佐藤：約199万人[177]。
- 日本一長い名字 - 左衛門三郎、勘解由小路[178][179]：5文字[* 13]

裁判と手続き
- 日本一高額な保釈保証金を課された人物

- ハンナン事件（ハンナン牛肉偽装事件）の浅田満被告
保釈保証金20億円。2004年（平成16年）12月23日付で課された。当月の日本円の価値は、為替レートで 1米ドル 平均103.78円。
- cf. “図録：主な高額保釈保証金（保釈金）”. 統計学者の個人ウェブサイト. Honkawa Date Tribune 社会実情データ図録.  本川裕 (2006年5月20日). 2022年7月28日閲覧。

- 日本一高額な保釈保証金没収処分を受けた人物

- 金融商品取引法違反及び日産自動車に対する特別背任事件のカルロス・ゴーン被告
保釈保証金15億円の没収。2019年（令和元年）12月31日付で課された。
- 日本の民事訴訟における史上最高の賠償金額 - 13兆3210億円[182]

東京電力福島第一原子力発電所事故をめぐる株主代表訴訟。2022年（令和4年）7月13日、東京地方裁判所の判決。
犯罪と刑罰
ここでは、犯罪と犯罪関連の事象をテーマとする。冤罪や取り締まる側の犯罪も記載対象である。なお、ここでの「近現代刑法」は明治維新以降の刑法を、「現代刑法」は現在の日本で施行されている刑法を指すこととする。
- 日本一延床面積が広い刑務所施設 - 府中刑務所[184]（東京都府中市晴見町）
- 日本一長く巡査部長級に留められた警察官 - 愛媛県警察の仙波敏郎[185]

1973年（昭和48年）に24歳で昇任試験に合格して以降、裏金作りへの加担を拒否し続け、2008年（平成20年）に定年退職するまで、35年間勤務した。
- 日本一大きな交番 - 警視庁町田警察署忠生地区交番[187] 敷地面積 約1,500m2（東京都町田市忠生一丁目11番1号、勤務員約70名。交番としては日本で初めて一つの課の機能を持った）
- 殺人
  - cf. 「大量殺人#日本の大量殺人事件」
  - 近現代刑法[* 15]史上最悪の、単独犯による大量殺人事件 - 京都アニメーション放火殺人事件

死者36人（重軽傷者は被害者33人と犯人1人）。
2019年（令和元年）7月18日に京都アニメーション第1スタジオビル（京都府京都市伏見区にある本社ビル）で発生した放火殺人事件。犯人は投稿作品の落選に対する逆恨みから凶行に及んだ。ビル内で仕事をしていた大勢のアニメーターを含む役員と従業員のほぼ全員（無傷は1名のみ）が死傷しており、致死者だけで36名を数えた。犯人も瀕死の重傷を負って死線をさまよったが、最終的に一命を取り留めており、回復後、「ガソリンを使えば多くの人を殺害できると思った」と言っている一方、後日には「（死ぬのは）2人ぐらいと思っていた。36人も死ぬと思わなかった。」と矛盾した供述をしている[188]。

- cf. 放火と証明された場合に「刑法史上で最も多くの死者を出した単独犯による殺人事件」になる可能性が浮上する災害

- 歌舞伎町ビル火災
死者44人（重軽傷者は被害者3人）。
出火原因は放火と見られているが、現在もなお未確定である。本当に放火事件であったとすれば、放火犯には珍しい複数犯でない限り、京都アニメーション放火殺人事件を上回る。
- 近代刑法施行後・第二次世界大戦以前（戦前）に限る場合 - 津山三十人殺し

死者30人（被害者全員死亡のため重軽傷者なし）。
1938年（昭和13年）5月21日、岡山県苫田郡西加茂村大字行重（現・津山市加茂町行重）で発生した銃刀殺人事件。怨恨が動機とされる。この事件は横溝正史の探偵小説『八つ墓村』のモデルになったことでも知られている。
- 史上最大の子殺し事件

ここでの「子」は、我が子ではなく、不特定・一般の子供を指す。
- 候補1 - 寿産院事件

死者数は、警察の調査によれば最低でも84人、検察の主張では27人。確定判決で認定されたのは5人。
1946年（昭和21年）4月から1948年（昭和23年）1月15日までの間に、東京都新宿区の助産院「寿産院」に預けられた112人の嬰児のうち84人（少なくとも27人）が凍死または餓死させられ、残った嬰児たちも殺される予定であった。後に院長夫妻および死亡診断書を作成した医師への有罪判決が確定した。警察の調査どおりであれば、日本史上最大の貰い子殺人である。
- 候補2 - 岩の坂貰い子殺し事件

1年間で44人を殺したとされる「日本史上最大の貰い子殺人」かも知れない殺人事件であり、第二次世界大戦の戦後混乱期に頻発した貰い子殺人事件の中で最大級の一つである。1930年（昭和5年）に発覚。犯人は治安最悪な長屋（スラム）の住人多数。
- 候補3 - 西郷山貰い子殺人事件（川俣初太郎貰い子殺人事件）

5年間で25人を殺した（※上記の2件と違って確定）「日本史上最大の貰い子殺人」かも知れない殺人事件である。この事件も、戦後混乱期の貰い子殺人事件の中で最大級の一つ。1928年（昭和3年）に貰い子殺人の一部犯行が発覚したにも関わらず、初犯ゆえの恩赦を受けて短縮された刑期を終えて出所した後の1932年（昭和7年）に再開した挙げ句、1933年（昭和8年）になって大量殺人犯であったことが露見した。犯人は挫折したインテリ。
- 現在日本で最も長く死刑囚として収監されている人物 → マルヨ無線事件の死刑囚O

1970年（昭和45年）11月12日より死刑囚として収監中。2021年11月13日時点で51年が経過している。容疑者として逮捕された1966年（昭和41年）12月10日（当時20歳）からは2021年12月11日時点で55年が経過し、1946年（昭和21年）9月19日生まれの死刑囚Oは75歳になっている。死刑囚Oについては冤罪が指摘され続けており、今後も死刑が執行される可能性は低い。
「日本における収監中の死刑囚の一覧」も参照のこと。
- 日本史上最も長く死刑囚として収監されていた人物 → 袴田巌

1980年（昭和55年）12月12日から2014年（平成26年）3月27日までの33年あまりを死刑囚として収監されていたが、釈放された。容疑者として逮捕された1966年（昭和41年）8月18日（当時30歳）からは47年あまりが経過していた。釈放時、1936年（昭和11年）3月10日生まれの袴田は78歳になっていた。
1980年（昭和55年）12月12日に最高裁判所で死刑が確定し、死刑囚としての収監が始まる。2014年3月27日、静岡地方裁判所が再審開始と死刑及び拘置の執行停止を決定すると、東京拘置所はこれを受けて袴田を釈放した。
2024年10月9日、静岡地裁での再審にて言い渡された無罪判決が確定し、袴田は正式に死刑囚の立場から解放された。
なお、まだ収監中であった袴田が、ギネス世界記録に "Longest time on death row（収監期間が最も長い死刑囚）" 名義で認定されていたことが、2013年（平成25年）4月9日になって分かった。認定の対象となった期間は、一審の静岡地裁で死刑判決を受けた1968年（昭和43年）9月から認定された当時の2010年（平成22年）1月までの42年間であった。その後、ギネスの記事は袴田が釈放された2014年3月をもって更新され、収監期間は「45年間」に改められ、現在（※2022年8月確認）に到る。
ところで、イギリスのシリアルキラーとして有名な「人喰いハンニバル」ことロバート・モーズリー（1953年 - ）は、1973年以来、2022年の時点で約49年間を刑務所の独房で過ごしている（精神病院収容期間を除くと約44年間）が、同国は1998年に死刑制度を完全に廃止したため（cf. 世界の死刑制度の現状）、袴田の記録を更新するものではない。
- スピード違反で摘発された最高速度記録 - 239キロメートル毎時（計測推定）
2017年（平成29年）5月24日、千葉県柏市の33歳の男が、東京湾アクアラインで大型二輪車を用いて法定速度時速80キロメートルの区間を時速239キロメートル（計測推定）で走行して捕まった[198]。時速159キロメートルの超過であった[198]。犯人は迷惑系YouTuberで、スピード違反の動画投稿をシリーズ化して人気者になろうと目論み、過去動画から犯行現場を警察に特定された[198]。

## 観光
- 日本一人口の多い国立公園 - 伊勢志摩国立公園[199][要ページ番号]
- 日本一高くまで噴き上がる噴水 - 月山湖大噴水（山形県、寒河江ダム）：112m、世界第4位[200]。
- 日本一収容人員の大きい山小屋 - 白馬岳・白馬山荘[201]（長野県・富山県）定員1,200人
- 日本一のソープランド街 - 東京都台東区千束の160店[202]
- 日本一（世界一）長いベンチ - 富山県南砺市の瑞泉寺前にあるベンチ
全長653m2cmの木製ベンチで、2011年（平成23年）8月28日に設置され、木製のベンチで最長としてギネス世界記録に認定された[203]。
※出典と詳細については、「ベンチ#ベンチに関する記録」、中でも特に「ベンチ#瑞泉寺前のベンチ」を参照のこと。
- 日本一大きい和傘 - 大分県中津市の和傘工房・朱夏が制作した直径10mの「中津和傘」。平成14年「第7回ゆきち祭り」で展示（現存については情報無し）[204]。
- 日本一長い階段 - 釈迦院御坂遊歩道 (熊本県下益城郡美里町) 1988年（昭和63年） 町の活性化を目的に建設。600mの高低差を3,333段の石段で上り下りできる。[205]

### テーマパーク
- 日本一入場者数の多いテーマパーク群 - 東京ディズニーリゾート（千葉県浦安市）約32,558,000人（2018年度）[206]
  - 日本一入場者数の多いテーマパーク - 東京ディズニーランド（千葉県浦安市）約16,540,000人（2016年度）[207]
- 日本一（世界一）長い路線を持つジェットコースター - スチールドラゴン2000（ナガシマスパーランド）全長2,479m（ギネス世界記録認定、現在も世界最長）[208]
- 日本一高低差（落差）のあるジェットコースター - スチールドラゴン2000（ナガシマスパーランド）最大落差93.5m（2000年当時ギネス世界記録認定）
- 日本一の高度を持つジェットコースター - スチールドラゴン2000（ナガシマスパーランド）最高部高度97m（2000年当時ギネス世界記録認定）
- 日本一速いジェットコースター - ド・ドドンパ（富士急ハイランド）最高速度180km/h[209]
- 日本一（世界一）加速力のあるジェットコースター - ド・ドドンパ（富士急ハイランド） スタートから1.56秒で最高速度180km/hに到達[* 17]
- 日本一（世界一）総回転数の多いジェットコースター - ええじゃないか（富士急ハイランド） 総回転数14回（足が頭よりも上にくる回数が世界一としてギネス世界記録認定、現在も世界一の総回転数）
- 日本一（世界一）落下角度の大きいジェットコースター - 高飛車（富士急ハイランド） 最大落下角度121度（ギネス世界記録認定、現在も世界一の落下角度）
- 日本一アトラクションの多いテーマパーク-グリーンランド（熊本県荒尾市）総アトラクション数 78（2020年2月9日現在）
- 日本最大の観覧車 - EXPOCITY REDHORSE OSAKA WHEEL[211]：高さ123m。大阪府吹田市に所在。
- 日本一長い流れるプール - 東京サマーランド「グレートジャーニー」[212]（東京都あきる野市）650m

### 祭事・催事
形質的特徴
- 日本一大きい神輿 - 日本一つくば大万灯大神輿
台座6尺（約182cm）、神輿本体の高さ340cm、担ぎ高540cm、神輿最大横幅340cm、担ぎ棒の長さ900x600cm[213]。茨城県つくば市のつくば神輿連合所有。
  - 台輪幅において日本最大の神輿 - 根津神社の大神輿：台輪幅5尺3寸（約160.6cm）の宮神輿[214]。
  - 日本一大きい宮神輿 - 富岡八幡宮の御本社一の宮神輿
台輪幅5尺（約152cm）、屋根幅9尺5寸（約287.9cm）、高さ14尺5寸（約439.4cm）、重量約4.5t[215][* 18]。
- 日本一大きい山車 - 青柏祭（石川県七尾市）の曳山（でか山）：重量約20t。
- 日本一大きい綱引きの綱 - 川内大綱引（鹿児島県薩摩川内市）の綱：長さ365m、直径35cm、重さ5t。
- 日本一（世界一）大きな打上花火 - 正四尺玉
浅原神社秋季大祭（片貝まつり。新潟県小千谷市）で打ち上げられるもの。詳細は「世界一の一覧#その他」を参照のこと。
- 日本一大きい鍋
  - 日本一直径の大きい鍋 -「日本一の芋煮会フェスティバル」（山形市）で使用される大鍋「二代目鍋太郎」
直径6.0m、重さ3.2t、深さ1.65m。山形鋳物のアルミ合金製大鍋。
  - 日本一重い鍋 - 奥州市産業まつり（岩手県奥州市）協賛行事として行われる、芋の子汁を作るための大鍋
直径3.5m、重さ5t、深さ0.8m、容量1万Lの鉄鍋[216]。

規模
- 日本一山車（屋台）の数が多い祭り - 伊曾乃神社祭礼（愛媛県西条市）：81台（西条市内の総数では約200台）。
- 日本一提灯の数が多い祭り - なかしべつ夏祭り（北海道中標津町）[217]
- 日本一（世界一）打ち上げ数の多い花火大会 - 2008年の諏訪湖祭湖上花火大会：4万3000発[218]。
- 日本一観客動員数の多い花火大会 - 2009年の江戸川区花火大会&市川市民納涼花火大会（東京都江戸川区・千葉県市川市）：139万人
- 日本一開催日数が多い花火大会 - 洞爺湖ロングラン花火大会（北海道虻田郡）：約180日間/年。
- 日本一短い祭り - 塩嶺御野立記念祭：開始から終了まで5秒から1分程度。昭和天皇行幸記念碑に頭を下げるだけ。
- 日本一の花嫁行列 - 会津田島祇園祭（福島県南会津町）：会津田島祇園祭#七行器（ななほかい）を参照。
- 日本一初詣参拝客数の多い寺社 - 明治神宮（約313万人[219] ※2013年のデータ）

### 温泉
- 日本一源泉数が多い温泉地 - 別府温泉 ：2,217本。
- 日本一湧出量が多い温泉地 - 別府温泉 ：毎分83,058L
- 日本一湧出量が多い源泉
  - 単一湧出口 - 中ノ沢温泉・沼尻温泉 ：毎分13,400L[220]
  - 単一の温泉で使用される単一湧出口 - 玉川温泉の大噴（おおぶけ）：毎分9,000L。
- 日本一pHの低い温泉 - 玉川温泉 ：pH1.2。
- 日本一pHの高い温泉 - 都幾川温泉 ：pH11.3。
- 日本一ホウ酸の含有量が多い温泉 - 松之山温泉 ：349.5mg/kg。
- 日本一カルシウムの含有量が多い温泉 - 鶴巻温泉 ：1,960.0mg/kg。
- 日本一炭酸の含有量が多い温泉 - 吉川温泉 ：4,110mg/kg。
- 日本一（世界一）面積の広い露天風呂 - 福島県いわき市のスパリゾートハワイアンズ江戸情話与一 ：1,000m2。
- 日本一長い足湯施設 - 小浜マリンパーク ：長さ105m。
- 日本最高所の温泉宿 - みくりが池温泉の「みくりが池温泉」：標高2,430m。
- 日本最高所の露天風呂 - 本沢温泉の「雲上の湯」：標高2,150m。
- 日本最高所の通年営業の温泉街 - 濁河温泉・万座温泉 ：標高1,800m。
- 日本最高所の源泉 - 地獄谷（富山県）：標高2,300m。
- 日本最高温の温泉 - 小浜温泉（長崎県）：源泉温度105℃。

### 水浴場
水浴場、すなわち、海水浴場、自然環境を利用した水泳場（湖水浴場など）の日本一。
- 日本一海水浴場が多い都道府県 - 千葉県（2022年1月調べ）：63か所[221]。[222]
- 日本最北の海水浴場
  - 西稚内海水浴場（北海道稚内市、野寒布岬[223]。ただし、毎年の開設期間は極めて短いか、気候によっては開設しない）
  - 坂の下海水浴場（北海道稚内市坂の下。利尻礼文サロベツ国立公園内。）[224]
- 日本最南の海水浴場
  - ニシ浜ビーチ（沖縄県八重山郡竹富町波照間（波照間島）[* 19]）[225]
- 日本一早い海開き
  - 父島および母島の海水浴適地[226]（東京都小笠原村。元旦に海開き）
- 日本一遅い海開き
  - ところ常南海水浴場（北海道北見市常呂町）[227]、および、北海道北部のいくつかの海水浴場（日本の海水浴場一覧#北海道も参照。※毎年の気候次第で差異あり）。
- 水質の良い海水浴場が最も多い都道府県

- 水質AA評価の施設が最も多い - 静岡県（ダイヤモンド社 2019年調べ）：54か所中44か所（比率81.5%）。
- 施設が20か所以上あるなかで、水質AA評価の比率が最も高い - 愛媛県（ダイヤモンド社 2019年調べ）：25か所中24か所（比率96.0%）。条件を「施設が10か所以上ある」まで緩めても同じ。

- 水質の悪い海水浴場が最も多い都道府県

- 水質B評価の施設が最も多い - 北海道（ダイヤモンド社 2019年調べ）：41か所中18か所（比率43.9%）。
- 水質B評価の比率が最も高い - 岡山県（ダイヤモンド社 2019年調べ）：12か所中10か所（比率83.3%）。

## 音楽
- 売上日本一の作詞家 - 阿久悠 ：7億枚以上[要出典]。
- 売上日本一の作曲家 - 小室哲哉 ：1億1000万枚以上[要出典]。
- レコードのプレス枚数が日本一多いミュージシャン - 三橋美智也 ：1億枚以上。
  - シングル売上の日本一多いミュージシャン - B'z ：2019年時点で3,597万枚。
  - アルバム売上の日本一多いミュージシャン - B'z ：2019年時点で4,666万枚[230]。ギネス世界記録認定。
- 日本一多く売れた楽曲 -「東京音頭」：1971年時点で推定2,000万枚以上[231]。
  - 日本一多く売れたシングル -「そばにいるね」（青山テルマ feat.SoulJa）：920万ユニット[232]。ギネス世界記録認定。
  - 日本一多く売れたアルバム -「First Love」（宇多田ヒカル）：853万枚。海外発売・アナログ盤を含め1,000万枚以上[233]。ギネス世界記録認定。
  - 日本一多く売れたフィジカルシングル -「およげ!たいやきくん」（子門真人）：400万枚以上。2008年にギネス世界記録認定。
  - 日本一多く売れたダウンロードシングル -「Flavor Of Life」（宇多田ヒカル）：818万ダウンロード。
  - 日本一多く売れた着うた・着うたフル -「キセキ」(GReeeeN) ：600万ダウンロード以上[234]。ギネス世界記録認定。
- 初動売上が日本一多かったシングル -「さよならクロール」(AKB48) ：176.3万枚（オリコン）[235]。
- 初動売上が日本一多かったアルバム -『Distance』（宇多田ヒカル）：300.3万枚（オリコン）[236]。
- YouTube（世界最大の動画共有サービスサイト）のチャンネル登録者が最も多い（世界一多い）日本人ミュージシャン - 米津玄師 ：600万人（2021年8月時点）[237]。
- YouTubeで最も多く再生された、日本人ミュージシャンのミュージックビデオ - 「Lemon」（米津玄師）：6億9000万回（2021年8月時点）[237]。
- Apple Musicで配信開始から24時間・1週間で最も再生された日本人ミュージシャン - 安室奈美恵[238]
- Apple Musicで配信開始から24時間・1週間で最も再生された日本人ミュージシャンのアルバム - 『Finally』（安室奈美恵）[238]
- シングルチャートに連続でチャートインした年数が日本で最も多い作品 -「クリスマス・イブ」（山下達郎）：オリコン週間シングルチャートにおいて1986年〜2015年の30年連続でトップ100入り[239]。ギネス世界記録認定。
- 年間のコンサート動員数が日本で最も多いミュージシャン（ツアー (en) などトータル）- 三代目 J SOUL BROTHERS from EXILE TRIBE ：188万人（2017年に達成）[240]。
- ドーム球場で行ったコンサート（ツアーなどトータル）の年間興行数が日本で最も多いミュージシャン - 三代目 J SOUL BROTHERS from EXILE TRIBE ：37回（2017年に達成）[240]。
  - 1公演の動員数が日本で最も多い演奏会（ライブコンサート）
    - 単独ミュージシャンの場合 - 「GLAY EXPO '99 SURVIVAL」（GLAY）：約20万人。1999年7月31日、幕張メッセ。
- 演奏会（ライブコンサート）を日本で最も数多く行ったミョージシャン
  - 単独歌手の場合 - さだまさし ：2021年6月12日、川口総合文化センターで、自身の記録を塗り替えるソロ・コンサート通算4,475回目を達成、さらに継続中[241]。
- 1公演の曲数が日本で最も多い演奏会（ライブコンサート）
  - 単独歌手の場合 - 水木一郎「24時間1000曲ライブ」（1999年8月30日・31日、河口湖ステラシアター）：24時間かけて1,000曲を完唱した。

- 日本の商業音楽史上、最年少歌手[242] - 石坂みき

1998年7月に録音した後、同年9月21日に2歳11か月で楽曲CDシングル「このはなさくや姫」が発売され、発売日をもって歌手としてデビューした。当時、世界最年少歌手としてギネス世界記録に申請していたが、認定されたという話は聞かない。
- 日本の商業音楽史上、ソロアルバムを発売した最年少歌手 - 村方乃々佳

2021年5月26日に2歳11か月でデビューアルバム『ののちゃん2さい こどもうた』を発売した。2022年、「アルバムをリリースした最年少ソロアーティスト」としてギネス世界記録に認定された。
- 日本音楽市場でヒットチャートに上った最年少歌手 - 《未編集》
  - 日本音楽市場でヒットチャート第1位を獲得した最年少歌手
    - フィジカルセールスの場合 - 皆川おさむ ：1969年11月10日付のオリコンシングルチャートにおいて「黒ネコのタンゴ」が6歳10か月で1位を獲得した[245][246]。
    - ダウンロードの場合 - 芦田愛菜、鈴木福 ：薫と友樹、たまにムック。名義の「マル・マル・モリ・モリ!」が当時着うた最大手のレコチョクランキングにおいて、2011年5月2日付の着うたデイリーランキングで6歳10か月で1位を獲得し[247]、レコチョク史上最年少で1位を獲得した歌手となった[248]。同楽曲は2011年5月のレコチョク月間ダウンロードランキングにおいても「ダウンロード(シングル)部門」「着うた部門」の双方で1位を獲得し[249]、RIAJ有料音楽配信チャートでも2011年5月24日付の週間1位[250][251]、2011年度の年間1位[252][253]を獲得した。
    - cf. 美空ひばりは、10代前半で既に歌手として完成していた（古賀政男認定）が、「子供は子供らしくあるべき」という時代背景が壁となって社会に受け入れられず、デビューは遅れている。11歳で正式に歌手デビューした後、12歳で映画主演を果たした『悲しき口笛』が大ヒットしたことで歌手としても成功し、同映画の主題歌は45万枚を売り上げ、当時の史上最高記録を樹立した。
    - cf. 他国の音楽市場では、フランスのヨルディ（ルモワンヌ）［Jordy (Lemoine)］（日本盤での歌手名義は「ジョルディー」）が、1993年9月に4歳半で「Dur dur d'être bébé 」（邦題「子供だってラクじゃない!」）でフランスのチャート第1位になっており、これがギネス世界記録に認定されている[254]。
- 日本の音楽市場で新曲[信頼性要検証]を録音・発売した最高齢者 - きんさんぎんさん ：106歳1か月の歌手として1998年9月に楽曲シングル「名古屋平成音頭」を録音し、同年11月21日に日本コロムビアより発売された。
- 同じ日に発売したシングルが日本で最も多いミュージシャン - サザンオールスターズ ：44作（2005年6月25日発売 ただし、再発盤）。
- 日本一短い楽曲 - 「S.O.B」(S.O.B)、および、「Hungry」(BBQ CHICKENS) ：いずれも1秒。
- 日本一多くの変名を使用して録音した歌手 - 楠木繁夫 ：現在判明しているだけで55種の変名を使用。
- 日本一高価なCD-BOX -『モーツァルト全集』（フィリップス/小学館）：43万4,944円（193枚組 1991-93年発売）。

## 文化・芸術
- 国宝が最も多い施設 - 東京国立博物館 ：87件（[誰?] [いつ?]調べ）。
- 国宝建造物が最も多い施設 - 法隆寺 ：19件（[誰?] [いつ?]調べ）。
- 国宝彫刻が最も多い施設 - 法隆寺、および、興福寺 ：共に17件（[誰?] [いつ?]調べ）。
- 日本一延床面積が広い美術館 - 国立新美術館[255]（東京都港区六本木） 49,834m2
- 日本の現代アート史上最高額で取引された美術品
  - 村上隆作『マイ・ロンサム・カウボーイ』アメリカでのサザビーズのオークションで16億円で落札[256]。

### ゲーム
- 最年少プロ棋士 - 藤井聡太

14歳2ヶ月の時に奨励会を突破し四段昇格。
- 長考
  - 専業棋士同士の囲碁の公式戦における日本史上最大の長考

- 時間無制限の時代を含む全史では、1950年（昭和25年）に行われた山部俊郎九段と星野紀九段の手合での、星野による16時間の長考。
- 持ち時間制の導入後に限れば、1988年（昭和63年）に行われた本因坊戦挑戦手合である、本因坊・武宮正樹九段と大竹英雄九段の手合第5局での、武宮による5時間7分の長考。

なお、大竹による返しの一手は即打ちで、しかも、5時間も掛けた武宮が全く想定しなかった手であったため、武宮の長考は無意味なものになった。
- 専業棋士同士の将棋の公式戦における日本史上最大の長考

- 全史の場合、詳細不明。後述する「南禅寺の決戦」で坂田三吉（66歳）が6時間の長考に沈んでいるが、最大ではない。
- 第二次世界大戦後に限れば、2005年（平成17年）に行われた第63期順位戦中の9月2日の一局である青野照市九段と堀口一史座七段の対局での、堀口の56手目にあたる5時間24分の長考。

- 長丁場、長期戦
  - 専業棋士同士の将棋の公式戦における日本史上最も時間を掛けた対局

- 全史の場合、最長記録の特定は困難であるが、1937年（昭和12年）2月に行われた坂田三吉（のちの贈名人・王将）と木村義雄八段（十四世名人就位直前、実力制第一代名人）による「南禅寺の決戦」は特に有名で、一局に7日も掛かり、その間外出は禁止であった。
- 1日制の導入後に限れば、23時間15分。2004年（平成16年）に行われた第62期順位戦における、行方尚史七段と中川大輔七段の対局であった。6月某日、午前10時開始、翌日午前9時15分終局。

### 映画
- 日本一興行収入が多い劇場映画 -『劇場版 鬼滅の刃 無限列車編』324億円[260]（2020年現在、継続中）
  - 日本一興行収入が多い劇場実写映画 -『タイタニック』260億円
- 日本一初動[* 21]興行収入が多い劇場映画 - 『劇場版 鬼滅の刃 無限列車編』 33.5億円
- 日本一スクリーンアベレージ[* 22]が多い劇場映画 -『ONE PIECE FILM STRONG WORLD』552万円
- 日本一観客動員数が多い劇場映画 -『劇場版 鬼滅の刃 無限列車編』2,404万人（2020年現在、継続中）
  - 日本一観客動員数が多い劇場実写映画 -『東京オリンピック』1,950万人[* 23]
- 日本一初動観客動員数が多い劇場映画 -『劇場版 鬼滅の刃 無限列車編』251.0万人
- 日本一観客動員数が多い劇場映画シリーズ -『ドラえもん』シリーズ 1億人（2013年3月現在）[261]。
- 日本一作品数が多い映画シリーズ -『男はつらいよ』48作（ギネス世界記録認定）
- 日本一延べ公開日数が長い劇場映画 -『折り梅』[262]（2011年現在、継続中）
- 日本一出演者数の多い劇場映画 -『仮面ライダー555 パラダイス・ロスト』4,070人
- 日本一小さい常設映写ホール - アップリンクの第2スクリーン「UPLINK X」スクリーンサイズ120インチ、定員44人[263]
- 日本一連続上映日数が長い映画 - 『この世界の片隅に』1133日連続上映。
- 日本一上映時間の長い映画 - 『オッペンハイマー』180分。
- 日本一上映時間の長いアニメ−ション映画−『この世界の（さらにいくつもの）片隅に』138分。

### 公営ギャンブル・宝くじ
- くじにおける日本史上最高の当選金額 - 12億円[264]
日本スポーツ振興センターは、2021年（令和3年）2月6日、スポーツ振興くじの第1210回「MEGA BIG」で1等が1口出たと発表した[264]。1口は300円[265]であり、当選金額は国内くじ史上最高額の12億円であった[264]。
- 公営ギャンブルの配当金（払戻金）の日本史上最高額 - 9億598万7400円[266][267][268]

2010年（平成22年）10月21日に開催された競輪「第152回チャリロト平塚」における、的中1票に対する配当金。2008年（平成20年）6月に高額配当金が出て以来、キャリーオーバーが2年以上続いた後の143回目の配当であった。
- 単一の競走を対象とした公営ギャンブルの配当金（払戻金）の日本史上最高額

- 競馬の配当金 2,983万2,950円（2024年9月12日時点）
2012年（平成24年）8月4日に新潟競馬場で開催された第5競走「メイクデビュー新潟（芝1400m）」で発生した三連単の8番>6番>14番の配当金額。14番人気の馬が勝利し、2着12番人気、3着10番人気と続いた。4,080組合わせ中3,850番人気。cf. 「新潟競馬場#その他」
- 競馬の配当金の日本史上最高額 - 上記を参照のこと。
- オートレースの配当金の史上最高額 - 1572万1720円（2021年2月時点）

2006年（平成18年）5月22日に伊勢崎オートレース場で開催された第12競走で発生した三連単の配当金額。336とおりの三連単の331番人気で、総投票数のわずか1票が的中した。cf. 「伊勢崎オートレース場#高額払戻金の記録」
- 競輪の単一レースでの配当金の史上最高額 - 476万700円（2022年7月時点）

2006年（平成18年）9月21日に奈良競輪場で開催された競走で発生した三連単の配当金額。総販売本数6万3476本の中の1本が的中した（498番人気を的中させた）。
- 競艇の配当金の史上最高額 - 68万2760円（2021年10月時点）

2011年（平成23年）5月18日から徳山競艇場で開催された「東日本大震災被災地支援競走スポーツ報知杯争奪戦」の5日目、5月22日・第2レースで発生した三連単の配当金額。cf. 「徳山競艇場#その他」

### その他
- 販売枚数日本一のトレーディングカードゲーム - 『遊☆戯☆王オフィシャルカードゲーム』 251億7000万枚（2011年6月 ギネス世界記録認定）[275]。
- 結成時最年少芸能グループ - ちゃい夢 平均6.4歳[276]
- 出演作品日本一のAV女優 - 吉沢明歩　作品351本、総売り上げ1000万本超[277]
- ドミノ倒し日本一
  - 一円硬貨 - 熊本県の濱﨑理優 (1999年生まれ) が、2020年2月3日、八代市の公共施設「希望の里たいよう」の会議室にて、一円硬貨のみを使ったドミノ倒しに挑戦し、12時間2,418枚の一円硬貨を並べて、全てを倒すことに成功した[278]。「一円玉ドミノ倒し日本一」名義で日本一ネットが認定している[278]。

プリクラ
- 一店舗に置かれたプリクラの台数-HEP FIVE8階「エグナム」の40台。ギネス世界記録認定。

## 総記
- 日本最高齢での博士号取得者 - 河盛好蔵

学位取得時95歳。『藤村のパリ』と『パリの憂愁―ボードレールとその時代』により、1997年に京都大学から博士（文学）を授与された。
- cf. 2018年3月に尾関清子・東海学園大学名誉教授が88歳で学位を取得した際、学位を授与した立命館大学は尾関を日本最高齢の博士号取得者と発表したが、直後に外部の指摘により、河盛が尾関を上回る95歳で学位を取得したことが判明した（日本最高齢の女性での博士号取得者は尾関である）。

### 書誌学・出版学
全般
- 日本一の発行部数

- 日本一手間がかかった本 -『大日本史』（完成までに約250年）
- 日本一（世界一）発行部数が多い新聞 - 読売新聞：最盛期で1千万部、2013年現在でも800万部
- 日本一（世界一）発行部数が多いフリーペーパー -『ぱど』（2002年9月 ギネス世界記録認定）[281][出典無効]

絵本
- 日本一発行部数が多い絵本 - 『いない いない ばあ』（松谷みよ子、瀬川康男）750万部[282]
- 日本一ミリオンセラーが多い絵本シリーズ - 『ノンタン』（キヨノサチコ）12点（2024年時点）[283]

漫画
- 日本一累計発行部数が多い漫画 -『ONE PIECE』（尾田栄一郎）：4億1000万部[284](2015年6月 単一作家によるコミックシリーズの累計発行部数としてギネス世界記録認定[285])
- 日本一初版発行部数が多い漫画 -『ONE PIECE』67巻（尾田栄一郎）：405万部[286]
- 日本一初動売上が多い漫画（オリコン） -『鬼滅の刃』23巻（吾峠呼世晴）：285.5万部[287]
- 日本一（世界一）発行巻数の多い単一漫画 -『こちら葛飾区亀有公園前派出所』（秋本治）：全200巻。2016年9月 ギネス世界記録認定。[288]

### コンピュータ
- 商業成績
  - 販売台数日本一の家庭用ゲーム機

cf. 「家庭用ゲーム機の販売台数一覧」
- バージョン違いを含む場合 - ニンテンドーDS：3,276万台。時点の記録。
- バージョン違いを含めない場合 - PlayStation 2：2,106万台。時点の記録。

- 販売本数日本一のコンピュータゲームソフト

- バージョン違いを含む場合 - 『ポケットモンスター 赤・緑・青・ピカチュウ』

累計販売本数 1,339万本。任天堂のロールプレイングゲーム (RPG)。
2020年（令和2年）3月9日付で 3,138万本を記録し、ギネス世界記録に認定された。
- バージョン違いを含めない場合 - 『あつまれ どうぶつの森』

2022年（令和4年）3月付で累計販売本数 1,019万本を記録。任天堂のコミュニケーションゲーム。2020年3月期決算で 384万本を計上し、2021年3月期決算で 553万本、2022年3月期決算で 82万本を計上した。
- 作品数
  - シリーズ作品数が日本一多いコンピュータゲームソフト - マリオシリーズ[要出典]

直系作品12本、分系作品93本で、合計105本。現在（2020年7月時点）での最新作は2022年6月10日発売。
- 題名の長短
  - 日本一題名の長いコンピュータゲームソフト

- 『夏色ハイスクル★青春白書〜転校初日のオレが幼馴染と再会したら報道部員にされていて激写少年の日々はスクープ大連発でイガイとモテモテなのに何故かマイメモリーはパンツ写真ばっかりという現実と向き合いながら考えるひと夏の島の学園生活と赤裸々な恋の行方。〜』：106文字。2015年（平成27年）6月4日発売。
- 日本一題名の短いコンピュータゲームソフトの一つ - 『蚊』：1文字。2001年（平成13年）6月21日発売。

### インターネット
- 一日の閲覧ユニークユーザー数が日本一（世界一）多いブログ
  - 「神児遊助」：上地雄輔のブログ。ユニークユーザー数23万755人を2008年（平成20年）4月12日に記録[294][295]。
- 公式サイトへの一日のアクセス数が日本一多かった日本人音楽家
  - 宇多田ヒカル：結婚を発表した2002年（平成14年）9月6日に3,500万アクセスを記録。
- 日記の一日の更新回数が日本一多い（著名人による）ブログ
  - 「しょこたん☆ぶろぐ」

中川翔子のブログ。更新回数231（計算上、6分に1回更新）を2009年（平成21年）6月30日に記録[296]。
- 月間アクセス数が日本一多い電子掲示板
  - 爆サイ.com

2024年8月発表のSimilarWebの調査によると、長らく日本一だった2ちゃんねる（5ちゃんねる）[* 24]を上回り、日本一になった[297]。
- 加入者数が日本一多いインターネットサービスプロバイダ
  - パソコン向け (FTTH) - OCN：2009年（平成21年）9月末時点（MM総研調査）[298]。
  - パソコン向け (ADSL) - Yahoo! BB：2009年（平成21年）9月末時点（MM総研調査）[298]。
  - 携帯電話向け - iモード・SPモード：2011年（平成23年）4月末時点（電気通信事業者協会調査）[299]